# 刘复之
劉復之（1917年3月31日—2013年8月25日），廣東梅縣人，中国共产黨、中华人民共和国政治人物，原副国级领导人。历任八路军129师政治部锄奸部科长，中共晋冀鲁豫中央局社会部科长，中共中央华北局社会部办公室主任，中央军委公安部办公厅副主任。中华人民共和国成立后，历任公安部办公厅主任，公安部部长，文化部副部长，全国人大常委会法制委员会副主任，中共中央政法委员会秘书长，司法部部长，中国政法大学校长，公安部部长兼中国人民武装警察部队第一政委，中共中央政法委员会副书记。1988年在全国人大七届一次会议上当选为最高人民检察院检察长。是中国共产党第十二届中央委员，原中共中央顾问委员会委员。

## 生平
劉復之出生於廣東省梅州市梅縣區，1937年11月至1938年9月在延安陕北公学、中共中央党校学习。1938年加入中國共產黨。1938年10月至1941年1月任八路军朱德总司令秘书，八路军第一二九师刘伯承、邓小平同志秘书。1941年1月至1945年12月任一二九师政治部锄奸部一科副科长、科长，八路军野战政治部锄奸部（保卫部）部员。1946年1月至1949年6月任中共晋冀鲁豫中央局社会部科长，中共中央华北局社会部办公室主任兼一处处长。
文化大革命期间，刘复之受到原公安部部长李震自杀案的影响，从而被免除职务以及关押审讯。文革结束后，刘复之担任文化部副部长，并针对文化大革命对文化事业的破坏及文化系统的冤假错案进行调查，同时恢复发展文化领域的各项业务工作。1979年2月，刘复之兼任全国人大常委会法制委员会委员。1980年1月起任中央政法委员会委员、秘书长。1980年4月兼任全国人大法制委员会副主任。在此期间，他参加了中华人民共和国刑法、刑事诉讼法等法律的起草工作，参加了对“林彪反党集团”、“四人帮反革命集团”的审判工作，组织推动全国政法领导干部的培训工作，以恢复中国司法体系的正常运作。
1983年4月至1985年9月，刘复之任公安部部长、党组书记。1983年7月至1985年11月兼任中国人民武装警察部队政治委员、第一政治委员，中国人民武装警察部队临时党委书记、党委书记。1984年10月任中央政法委员会副书记，1985年10月任常务副书记。在公安部工作期间，刘复之组织开展为期3年的“严打”，大力采取社会治安稳定措施。除此以外，他主持加强和改革公安工作，制定出台《关于加强和改革公安工作的若干问题》，推动实施居民身份证制度，推动中国加入国际刑警组织，以促进中国公安部门与国际之间的交流，加强防范和打击暴力犯罪和恐怖活动。
1983年至1984年任中国政法大学校长。1988年到1993年任最高人民檢察院檢察長。刘复之是中共第十二次、十三次、十四次全国代表大会代表，第十五次、十六次、十七次全国代表大会特邀代表，第十二届中央委员会委员，1985年9月当选为中央顾问委员会委员，1988年当选为第七届全国人大代表。
2013年8月25日中午12时08分因病医治无效在北京逝世，享年96岁。刘复之在病重期间和逝世后，习近平、李克强、江泽民、胡锦涛等党和国家领导人，都曾前往医院看望或通过各种形式对刘复之逝世表示沉痛哀悼。

## 评价
新華社于2013年8月25日下午7時許發表的訃告稱刘复之是「中国共产党的优秀党员，久经考验的忠诚的共产主义战士，无产阶级革命家，我国政法战线的杰出领导人」。